# Carabunia orientalis
Carabunia orientalis är en stekelart som beskrevs av Subba Rao 1971. Carabunia orientalis ingår i släktet Carabunia och familjen sköldlussteklar.
Artens utbredningsområde är:
- Bangladesh.
- Thailand.

Inga underarter finns listade.